# Liegi-Bastogne-Liegi 1967
La Liegi-Bastogne-Liegi 1967, cinquantatreesima edizione della corsa, fu disputata il 1º maggio 1967 per un percorso di 256 km. Fu vinta dal belga Walter Godefroot, giunto al traguardo in 7h07'00" alla media di 35,971 km/h, precedendo i connazionali Eddy Merckx e Willy Monty. 
I corridori che portarono a termine la gara al traguardo di Liegi furono in totale 22.

## Ordine d'arrivo (Top 10)
| Pos. | Corridore            | Squadra                  | Tempo    |
| ---- | -------------------- | ------------------------ | -------- |
| 1    | Walter Godefroot     | Flandria-De Clerck       | 7h02'00" |
| 2    | Eddy Merckx          | Peugeot-Michelin-BP      | s.t.     |
| 3    | Willy Monty          | Pelforth-Sauvage-Lejeune | a 10"    |
| 4    | Georges Vandenberghe | Roméo-Smith's            | a 3'10"  |
| 5    | Vittorio Adorni      | Salamini-Luxor TV        | a 3'25"  |
| 6    | Flaviano Vicentini   | Italia                   | a 3'40"  |
| 7    | Roger Rosiers        | Dr. Mann-Grundig         | s.t.     |
| 8    | Herman Van Springel  | Dr. Mann-Grundig         | s.t.     |
| 9    | Ferdinand Bracke     | Peugeot-Michelin-BP      | a 5'00"  |
| 10   | Franco Bitossi       | Filotex                  | a 5'30"  |